# Jörg Jenter
Jörg Jenter (* 16. November 1958 in Spremberg) ist ein ehemaliger deutscher Fußballspieler im Sturm. Er spielte für die BSG Energie Cottbus in der DDR-Oberliga.

## Karriere
Jenter spielte in seiner Jugend von 1964 bis 1977 bei seinem Heimatverein BSG Turbine Spremberg. 1977 wurde er von der BSG Aktivist Schwarze Pumpe verpflichtet, bevor er 1979 zurück nach Spremberg ging. Von 1982 bis 1985 war er wieder bei der BSG Aktivist Schwarze Pumpe. Im Jahr darauf schloss Jenter sich der BSG Energie Cottbus an, die in der zweitklassigen DDR-Liga spielten. Sein erstes Spiel für Energie absolvierte er am 23. Februar 1986 gegen die BSG Stahl Eisenhüttenstadt, das man nach anfänglichem Rückstand noch mit 3:1 gewann. In seiner ersten Saison 1985/86 schoss er vier Tore in 17 Spielen und stieg mit Cottbus in die DDR-Oberliga auf. Dort debütierte Jenter 16. August 1986, dem ersten Spieltag, als er im Spiel gegen den FC Karl-Marx-Stadt in der 73. Spielminute für Detlef Irrgang eingewechselt wurde. Das Spiel verlor Energie mit 1:3. Insgesamt kam er in der Oberliga-Saison 1986/87 auf zwölf Einsätze, wobei er sechsmal eingewechselt wurde. In der folgenden Spielzeit der DDR-Liga 1987/88 absolvierte Jenter noch acht Spiele, in denen er zwei Tore erzielte. 1988 kehrte er zurück zur BSG Aktivist Schwarze Pumpe in die DDR-Liga und schoss dort drei Tore in 29 Spielen. 1990 ging Jenter zum unterklassigen SC Spremberg 1896, für den er bis 2002 spielte. Anschließend schloss er sich noch für neun Jahre dem SV 1910 Hattersheim an, wo er seine Karriere 2011 beendete.